# Ray Warleigh
Ray Warleigh (Sydney, 28 september 1938 - Londen, 21 september 2015) was een Australische jazzmuzikant (saxofoon, fluit).

## Biografie
Warleigh begon, geïnspireerd door Paul Desmond, eind jaren 1950 professioneel jazzmuziek te spelen. In 1960 kwam hij naar het Verenigd Koninkrijk, waar hij eerst werkte met Michael Gibbs en Alexis Korner, later met Tubby Hayes, Humphrey Lyttelton, Ronnie Scott en Mike Westbrook. In 1968 bracht hij zijn eerste album Ray Warleigh's First Album uit, met Gordon Beck, Terry Cox, Dave Goldberg, George Kish, Kenny Napper en Ronnie Stephenson.
Hij werkte als sideman mee aan opnamen van Long John Baldry, Nick Drake, John Mayall, Champion Jack Dupree, Annette Peacock, Beaver Morrison en Georgie Fame en was tijdens de jaren 1970 lid van het Spontaneous Music Ensemble van John Stevens. Bovendien werkte hij met de gitarist Allan Holdsworth, was hij lid van de latinband Paz, leidde hij een band met Tommy Chase en nam hij eigen albums op.
Tijdens de jaren 1980 speelde hij o.a. met het WDR-radio-orkest en de bigband van Charlie Watts, de drummer van The Rolling Stones. Tijdens de jaren 1990 werkte hij verder met een eigen kwartet en speelde hij opnamen in met Kenny Wheeler en de klassieke componist Gavin Bryars. Met het album Rue Victor Massé, verschenen bij Psi Records, lukte het hem in de keuze van de cd's van het jaar 2009 van het tijdschrift The Wire. Hij werkte ook in het London Improvisers Orchestra.